# Ischnocnema manezinho
Ischnocnema manezinho ou rã-manezinha, rãzinha-do-folhiço-da-ilha uma espécie de anfíbio  da família Brachycephalidae. Endêmica do Brasil, onde pode ser encontrada nos municípios de São Bento do Sul, Corupá, Blumenau, Florianópolis e Garuva, no estado de Santa Catarina.